# Pennsylvania State University
De Pennsylvania State University is een staatsuniversiteit in Pennsylvania met ruim 80.000 studenten, verspreid over meerdere locaties in de staat Pennsylvania. De universiteit werd gesticht in 1855 als een landbouwschool. De universiteit heeft de grootste alumni-organisatie ter wereld.
Penn State staat bekend als een uitstekend onderzoeksinstituut. De engineering afdeling behoort tot de top van de VS. De meeste faculteiten hebben wereldwijd gerenommeerde onderzoekers in dienst.
Het staat tevens bekend als een universiteit met uitstekende sportteams. Zo is het footballteam nationaal bekend, deels dankzij coach Joe Paterno, die hiervan meer dan 40 jaar hoofdcoach was. Voor iedere thuiswedstrijd vullen de fans het Beaver Stadium, dat met 107.282 zitplaatsen het op een na grootste stadion in de Verenigde Staten is. Tevens sleepten in 2007 beide volleybalteams de nationale titel in de wacht, en deed het vrouwenteam dit in 2008, 2009 en 2010 opnieuw.
Penn State organiseert jaarlijks de grootste dansmarathon ter wereld, THON. Het doel van dit driedaagse evenement is om geld voor de bestrijding van leukemie op te halen. De editie van 2013, die in februari werd gehouden, bracht meer dan 12 miljoen dollar op.
Penn State kwam in 2011 zeer negatief in het nieuws toen aan het licht kwam dat een voormalige assistent-coach, Jerry Sandusky, lange tijd meerdere jongeren seksueel had misbruikt. Soms gebeurde dit op de campus zelf. Aangezien bleek dat zowel Joe Paterno als de voormalige president Graham Spanier hier (zeer waarschijnlijk) van wisten, werden zij op staande voet ontslagen. Joe Paterno kreeg twee maanden later kanker en overleed kort daarna. Sandusky was overigens de oprichter van een instantie voor het ondersteunen van kinderen met een moeilijke achtergrond, The Second Mile. Ook cliënten van deze instantie bleek Sandusky te hebben misbruikt. Hoewel de strafmaat nog niet is vastgesteld, is inmiddels (februari 2013) bekend dat Sandusky de rest van zijn leven in de gevangenis zal doorbrengen.
University Park, de hoofdcampus van Penn State, is gelegen in het midden van de staat, aangrenzend aan de plaats State College. Deze campus heeft rond de 42.000 studenten, waarvan ongeveer 6000 graduate students. De omgeving wordt gekenmerkt door bossen en heuvels, en er zijn veel mogelijkheden voor buitensport, zoals hiken en mountainbiken in de zomer, en skiën en snowboarden in de winter.

## Bekende studenten en personen
- Franco Harris, voormalig American Football-Runningback van de Pittsburgh Steelers en Seattle Seahawks (NFL)
- Larry Johnson, American Football-Runningback van de Kansas City Chiefs (NFL)
- Paul Posluszny, American Football-Linebacker van de Buffalo Bills (NFL)
- Joe Paterno, hoofdtrainer American Football departement van Pennsylvania State University, begonnen als assistent in 1950
- Henk Tennekes, hoogleraar luchtvaarttechniek
- William Kotzwinkle, schrijver
- Steve McCurry, fotograaf
- Rick Santorum, republikeins presidentskandidaat